# Salvator von Horta
Salvator von Horta (* 1520 in Santa Coloma de Farners, Spanien; † 18. März 1567 in Cagliari auf Sardinien) war ein Laienbruder des Franziskanerordens und ist ein Heiliger der römisch-katholischen Kirche.

## Leben
Der Schustergehilfe Salvator wurde im Alter von 14 Jahren Waise und trat als Laienbruder in das Franziskanerkloster von Barcelona ein. Er zeichnete sich durch tiefe Frömmigkeit und charismatische Begnadungen aus, was den Neid seiner Mitbrüder hervorrief, so dass er immer wieder in andere Klöster versetzt wurde. 1565 sandte man ihn in das Kloster Santa Maria di Gesú auf Sardinien, wo er zwei Jahre später starb. Er stand schon zu Lebzeiten im Rufe der Heiligkeit und wurde unter großer Anteilnahme der Bevölkerung beigesetzt. Papst Pius XI. sprach Salvator von Horta am 17. April 1938 heilig.
Das Rennen der Barfüßigen (italienisch Corsa degli Scalzi) zu Ehren des Heiligen Salvatore findet von zwischen Ende August und dem ersten Sonntag im September statt. Die Strecke verläuft von Cabras nach San Salvatore und zurück.